# Difosfat de citidina
El difosfat de citidina,C9H15N₃O11P₂ (en angles:Cytidine diphosphate, abreujat com CDP), és un nucleòtid. És un èster d'àcid difosfòric amb el nucleòsid citidina. El CDP consta d'un grup funcional difosfat, la pentosa ribosa i la nucleobase citosina.{{